# Camprodon (kommunhuvudort)
Camprodon är en kommunhuvudort i Spanien.   Den ligger i provinsen Província de Girona och regionen Katalonien, i den östra delen av landet, 500 km öster om huvudstaden Madrid. Camprodon ligger 948 meter över havet och antalet invånare är 2 435.
Terrängen runt Camprodon är lite bergig. Runt Camprodon är det glesbefolkat, med 12 invånare per kvadratkilometer. Närmaste större samhälle är Olot, 17,8 km sydost om Camprodon. I omgivningarna runt Camprodon växer i huvudsak blandskog.